# Glomera rhombea
Glomera rhombea är en orkidéart som beskrevs av Johannes Jacobus Smith. Glomera rhombea ingår i släktet Glomera och familjen orkidéer. Inga underarter finns listade i Catalogue of Life.